# Pstružný potok
Pstružný potok – potok, lewy dopływ Zdychavy na Słowacji. Wypływa na wysokości około 1130 m na południowo-zachodnich stokach Kohúta (1409 m) w Górach Stolickich w Łańcuchu Rudaw Słowackich. Uchodzi do Zdychavy na wysokości około 450 m.
Większa część zlewni potoku to porośnięte lasem zbocza Gór Stolickich, tylko okolice ujścia to  bezleśne obszary osady Pstružne.
Dolną częścią koryta potoku prowadzi szlak turystyczny na Kohúta. Zaczyna się w osadzie Revúčka.

## Szlak turystyczny
Revúčka – Pstružne Parajka – Kohút. Przewyższenie 1029 m, czas przejścia 3.05 h.